# Sismo de Canterbury de 2016
O sismo de Cantebury de 2016 ou sismo de Kaikoura de 2016, foi um abalo sísmico ocorrido em 13 de novembro de 2016 às 11h02 UTC (14 de novembro às 00h02 locais) na região de Canterbury, Nova Zelândia. O tremor atingiu magnitude 7,8 segundo dados do Serviço Geológico dos Estados Unidos, O epicentro foi a 93 km de distância de Christhchurch.
Este foi um dos cinco sismos mais intensos já registrados na Nova Zelândia e também está entre os cinco mais fortes de 2016 Os sismos do Equador, das Ilhas Salomão e da Indonésia também alcançaram magnitude 7,8, e o sismo da Papua Nova Guiné atingiu a magnitude 7,9.

## Alerta de Tsunami
Cerca de uma hora após o tremor, a defesa civil da Nova Zelândia deu alerta de tsunami para o litoral oriental das ilhas Norte e do Sul. A previsão inicial era de que ondas de 3 a 5 metros de altura atingissem a região. De fato, ondas de 2,5 metros atingiram o litoral de Kaikoura, assim como em Christchurch (1 metro) e na capital Wellington (50 cm de altura) mas sem provocar grandes danos. Não obstante, milhares de pessoas que vivem próximo ao litoral tiveram que abandonar suas casas e se refugiar em lugares mais altos.

## Vítimas e danos
Apesar da intensidade do sismo, apenas duas mortes foram relatadas, sendo uma delas por infarto e outra vítima de desabamento e dezenas de pessoas ficaram feridas. Dois sobreviventes foram resgatados dos escombros. Danos também foram registrados em Wellington, onde ocorreram apagões e interrupção do serviço de transporte público. Em Kaikoura, famosa por ser um ponto de observação de baleias, cerca de 2 mil moradores e 1,2 mil turistas ficaram isolados, devido a desmoronamentos de terra que bloquearam estradas e ferrovias na Ilha do Sul. O serviço telefônico da cidade também ficou inoperante. Helicópteros e embarcações militares neozelandesas, apoiados por navios dos Estados Unidos, Austrália e Canadá foram enviados à região em missão de resgate. Curiosamente, os navios estrangeiros já estavam na Nova Zelândia antes do sismo, em virtude da celebração dos 75 anos da Marinha neozelandesa, mas diante do cenário de caos e destruição tiveram que mudar de planos. Escolas e universidades da região foram fechadas.
Centenas de réplicas foram registradas nas horas seguintes, as mais intensas de magnitude 6,5 O Rio Clarence, que atravessa o nordeste da Ilha Sul teve seu curso bloqueado por um deslizamento de terra, o que aumenta o risco de transbordamento no local.
Kaikoura e a região de Marlborough foram as regiões com danos mais significativos. O primeiro-ministro John Key visitou as áreas afetadas, classificando a situação como um “desastre total” e estima que será necessário no mínimo US$ 1,5 bilhões para recuperar os estragos, embora ainda não tenha números exatos. Cerca de US$ 5,3 milhões foram destinados a pequenas empresas com até 20 empregados, forma de subsidiar o salário dos trabalhadores que ficaram impedidos de laborar em decorrência do sismo.  O secretário de Estado dos Estados Unidos John Kerry prometeu que seu país ajudará a Nova Zelândia no que for possível.
O sismo alterou a geologia da Nova Zelândia. O litoral norte da Ilha do Sul se elevou de 1 a 3 metros. No litoral de Kaikora algumas áreas do solo submarino se ergueram por mais de dois metros, resultando em estranhas formações rochosas. O tremor também provocou a ruptura de seis falhas tectônicas na região, sendo quatro no mar, junto ao litoral e outras duas em terra firme, próximas do epicentro. Nessas falhas, as rochas se moveram em várias direções. Essas rupturas deverão resultar em novos sismos em um futuro próximo.
Sismos são frequentes na Nova Zelândia, pois o país se localiza na junção das placas tectônicas da Austrália e do Oceano Pacífico, e que faz parte do Círculo de Fogo do Pacífico. Em 2011 um forte tremor de magnitude 6,3 resultou na morte de 185 pessoas em Christchurch.